# Deformación inherente
En la mecánica de medios continuos, una deformación intrínseca (o eigenstrain) es cualquier deformación mecánica en un sólido deformable que no va a aparejada a una tensión mecánica externa simultánea. Un ejemplo común es la dilatación térmica un donde un sólido se expande, y si no existen restricciones puede hacerlo en condiciones de tensión nula. El término fue acuñado en la década de 1970 por Toshio Mura, quien trabajó extensamente en generalizar su tratamiento matemático. Una distribución no uniforme de deformaciones intrínsecas en un material (por ejemplo, en un material compuesto) genera tensiones intrínsecas correspondientes, que afectan las propiedades mecánicas del material.

## Visión general
Existen muchas causas físicas distintas para las deformaciones intrínsecas, como los defectos cristalográficos, la dilatación térmica, la inclusión de fases adicionales en un material o deformaciones plásticas previas. Todas estas provienen de características internas del material, no de la aplicación de una carga mecánica externa. Como tal, las deformaciones intrínsecas también se han denominado "deformaciones libres de tensión" y "deformaciones inherentes". Cuando una región de material experimenta una deformación intrínseca diferente a su entorno, el efecto restrictivo del entorno conduce a un estado de tensión en ambas regiones. Analizar la distribución de esta tensión residual para una distribución conocida de deformaciones intrínsecas o inferir la distribución total de deformaciones intrínsecas a partir de un conjunto parcial de datos son dos objetivos principales de la teoría de las deformaciones intrínsecas.

## Análisis de deformaciones y tensiones intrínsecas
El análisis de deformaciones intrínsecas generalmente se basa en el supuesto de la elasticidad lineal, de modo que las diferentes contribuciones a la deformación total {\displaystyle \epsilon } son aditivas. En este caso, la deformación total de un material se divide en la deformación elástica \( e \) y la deformación intrínseca inelástica {\displaystyle \epsilon ^{*}}:

{\displaystyle \epsilon _{ij}=e_{ij}+\epsilon _{ij}^{*}}

donde {\displaystyle i} y {\displaystyle j} indican los componentes direccionales en tres dimensiones en la notación de Einstein. Otro supuesto de la elasticidad lineal es que la tensión {\displaystyle \sigma } puede relacionarse linealmente con la deformación elástica {\displaystyle e} y la rigidez {\displaystyle C_{ijkl}} mediante la ley de Hooke:

{\displaystyle \sigma _{ij}=C_{ijkl}e_{kl}}

En esta forma, la deformación intrínseca no aparece en la ecuación de la tensión, de ahí el término "deformación libre de tensión". Sin embargo, una distribución no uniforme de deformación intrínseca por sí sola hará que se formen deformaciones elásticas en respuesta y, por lo tanto, una tensión elástica correspondiente. Al realizar estos cálculos, solo se pueden encontrar expresiones cerradas para {\displaystyle e} (y, por lo tanto, para los campos de tensión y deformación totales) para geometrías específicas de la distribución de {\displaystyle \epsilon ^{*}}.

### Inclusión elipsoidal en un medio infinito

Inclusión elipsoidal de deformación intrínseca

Uno de los primeros ejemplos de deformación inherente modelizable matemáticamente mediante una solución de forma cerrada se refería a la inclusión de material en una región elipsoidal {\displaystyle \Omega _{0}} produciendo una deformación intrínseca uniforme, restringida por un medio infinito {\displaystyle \Omega } con las mismas propiedades elásticas (ver figur de la derecha). La región elipsoidal más interna representada región {\displaystyle \Omega _{0}} es la región ocupada por el manterial añadido tras ser comprimido. La región más exterior, indidicada mediante una línea de puntos, representa la extensión de {\displaystyle \Omega _{0}} si se expandiera completamente a la deformación intrínseca sin ser restringida por el entorno {\displaystyle \Omega }. Dado que la deformación total, mostrada por una línea elipsoideal continua, es la suma de las deformaciones elástica e intrínseca, se deduce que en este ejemplo la deformación elástica en la región {\displaystyle \Omega _{0}} es negativa, lo que corresponde a una compresión por parte de {\displaystyle \Omega } sobre la región {\displaystyle \Omega _{0}}.
Las soluciones para la tensión y deformación total dentro de {\displaystyle \Omega _{0}} están dadas por:
{\displaystyle \epsilon _{ij}=S_{ijkl}\epsilon _{kl}^{*}}
{\displaystyle \sigma _{ij}=C_{ijkl}(\epsilon _{ij}-\epsilon _{kl}^{*})}
Donde {\displaystyle S} es el tensor de Eshelby, cuyo valor para cada componente está determinado únicamente por la geometría del elipsoide. La solución demuestra que el estado de deformación y tensión total dentro de la inclusión {\displaystyle \Omega _{0}} es uniforme. Fuera de {\displaystyle \Omega _{0}}, la tensión decae hacia cero con una distancia creciente desde la inclusión. En el caso general, las tensiones y deformaciones resultantes pueden ser asimétricas y, debido a la asimetría de {\displaystyle S}, la deformación intrínseca puede no ser coaxial con la deformación total.

### Problema inverso
Las deformaciones intrínsecas y las tensiones residuales que las acompañan son difíciles de medir. Los ingenieros generalmente solo pueden adquirir información parcial sobre la distribución de deformaciones intrínsecas en un material. Los métodos para registrar completamente la deformación intrínseca, llamados el problema inverso de la deformación intrínseca, son un área activa de investigación. Comprender el estado total de tensión residual, basado en el conocimiento de las deformaciones intrínsecas, informa el proceso de diseño en muchos campos.

## Aplicaciones

### Ingeniería estructural
Las tensiones residuales, por ejemplo, introducidas por procesos de fabricación o por soldadura de miembros estructurales, reflejan el estado de deformación intrínseca del material. Esto puede ser no intencional o por diseño, por ejemplo, en el granallado. En cualquier caso, el estado final de tensión puede afectar el comportamiento a fatiga, desgaste y corrosión de los componentes estructurales. El análisis de deformaciones intrínsecas es una forma de modelar estas tensiones residuales.

### Materiales compuestos
Dado que los materiales compuestos tienen grandes variaciones en las propiedades térmicas y mecánicas de sus componentes, las deformaciones intrínsecas son particularmente relevantes para su estudio. Las tensiones y deformaciones locales pueden causar descohesión entre las fases del compuesto o agrietamiento en la matriz. Estos pueden estar impulsados por cambios en la temperatura, contenido de humedad, efectos piezoeléctricos o transformaciones de fase. Se han desarrollado soluciones particulares y aproximaciones a los campos de tensión que tienen en cuenta el carácter periódico o estadístico de la deformación intrínseca del material compuesto.

### Ingeniería de deformaciones
Las deformaciones por desajuste de red también son una clase de deformaciones intrínsecas, causadas por el crecimiento de un cristal con un parámetro de red sobre otro cristal con un parámetro de red diferente. Controlar estas deformaciones puede mejorar las propiedades electrónicas de un semiconductor crecido epitaxialmente.